# Cienie w blasku księżyca
Cienie w blasku księżyca (Shadows in the Moonlight) – opowiadanie Roberta E. Howarda opublikowane w kwietniu 1934 roku w czasopiśmie „Weird Tales”. Pierwotny tytuł brzmiał Iron Shadows in the Moon.
Jest ósmą częścią cyklu opowiadań fantasy tego autora, których bohaterem jest potężny wojownik ery hyboryjskiej – Conan z Cymerii. Treścią opowiadania jest pobyt Conana na tajemniczej wyspie, gdzie odkrywa wypełnione kamiennymi posągami ruiny.

## Fabuła
Uciekając po klęsce swoich kozackich sojuszników, Conan spotyka i ratuje Oliwię, niewolnicę zbiegłą z rąk sadystycznego arystokraty. Obydwoje uciekają razem łódką na morze Vilayet. Tam trafiają na bezludną wyspę i spędzają noc w ruinach wypełnionych tajemniczymi posągami. Oliwia ma sen, w którym te figury wracają do życia. Rano do brzegów wyspy zawija piracki statek. Conan wyrusza piratom na spotkanie i odkrywa, że kapitanem jest jego dawny rywal. Zabija go w pojedynku, ale zostaje wzięty do niewoli. Piraci rozbijają obóz i bawią się. W międzyczasie Oliwia, uciekając przed tajemniczym prześladowcą, uwalnia Conana z więzów. Cymeryjczyk pokonuje wielką małpę, która ścigała Oliwię. Reszta małp atakuje obóz piratów, zaś Conan i Oliwia docierają na pusty statek i szykują się do odpłynięcia. Niedobitki piratów wracają na statek, jednak zostają wpuszczone, dopiero gdy przysięgają wierność Conanowi.

## Publikacje
Pierwszy raz opowiadanie Cienie w blasku księżyca opublikowane zostało drukiem w magazynie Weird Tales, w kwietniu 1934. W wersji książkowej po raz pierwszy opowiadanie pojawiło się w zbiorku Conan the Barbarian w 1954.

## Adaptacje
- Komiks na podstawie Cieni w blasku księżyca ukazał się w 1975 w ramach serii The Savage Sword of Conan (Marvel Comics). Autorem scenariusza był Roy Thomas, zaś rysunków John Buscema[2].
- Cztery oparte na opowiadaniu zeszyty (numery 22-25) wydało w 2008 wydawnictwo Dark Horse Comics w ramach serii Conan the Cimmerian. Autorzy to: Tim Truman (scenariusz) i Tomas Giorello (rysunki)[3]. Komiksy te znalazły się w antologii Conan: Iron Shadows In The Moon wydanej przez to samo wydawnictwo w 2011[4].